# Хенрикс, Альберт
Альберт Хенрикс (нем. Albert Henrichs; 29 декабря 1942, Кёльн, Германия — 16 апреля 2017, Кембридж, Массачусетс) — немецко-американский классицист-эллинист, папиролог, специализировался в особенности в области религиозной мысли. Доктор философии (1966), именной профессор Гарвардского университета, где преподавал с 1973 года; член Американского философского общества (1998). Всемирную известность ему принесла его работа о Дионисе.

## Биография
В 1966 году получил степень доктора философии Кёльнского университета, в 1969 там же хабилитировался. Перед последним два года провел в Мичиганском университете, а после в 1971 году перебрался в Беркли.
С 1973 году на постоянном преподавательском контракте профессор древнегреческого и латинского языков (в 30 лет), с 1984 года — профессор древнегреческой литературы, одновременно в 1982—1988 годах — председатель департамента классики Гарварда (именной профессор Eliot Professor с 1984 по 2017 год).
Весной 1990 году был приглашённым профессором в Калифорнийском университете в Беркли. В 2009 году удостоился прочтения лекции имени Корбетта в Кембридже.
Член Американской академии искусств и наук (1985), American Philological Association, l'Association Internationale de papyrologues, Egypt Exploration Society.
В 1973 году удостоен почётной степени магистра искусств Гарвардского университета.
Остались супруга, дети от первого брака и их мать, внуки.
Монографий не имел, но опубликовал большое количество статей.
Jan N. Bremmer отмечает, что Хенрикс принадлежит к поколению попавших под сильное влияние трудов Вальтера Буркерта - гораздо больше, чем чувствовавшееся им влечение к Жан-Пьеру Вернану. Также заметно на него влияние Вальтера Ф. Отто. Человеческие жертвоприношения являлись у Хенрикса оной из центральных тем. Отмечается его особая роль в возрождении интереса к манихейству.